# Guglielmo di Jülich-Geldern
Guglielmo di Jülich-Geldern in francese: Guillaume VII de Juliers (1364 – 16 febbraio 1402) fu Duca di Gheldria, dal 1380 e Duca di Jülich, dal 1393 alla sua morte.

## Origine
Guglielmo, secondo il Rerum Belgicarum Annales Chronici Et Historici, era il figlio primogenito del Duca di Jülich, Guglielmo II e della duchessa di Gheldria e Contessa di Zutphen, Maria di Gheldria, che, secondo il Kronijk van Arent toe Bocop, era la figlia quartogenita del Duca di Gheldria e conte di Zutphen, Rinaldo II e della sua prima moglie, Sophia Berthout, erede della signoria di Malines, figlia del signore di Malines, Fiorenzo Berthout e di Matilde di Marck, e nipote del vescovo di Utrecht (1296-1301), Guglielmo Berthout.

Guglielmo II di Jülich, secondo il documento n° 306 del Urkundenbuch für die Geschichte des Niederrheins, Volume 3, era il figlio secondogenito del Duca di Jülich, Guglielmo I e della moglie, Giovanna di Hainaut, figlia del Conte di Hainaut e conte d'Olanda e di Zelanda, Guglielmo e di Giovanna di Valois, la figlia terzogenita di Carlo di Valois e di Margherita d'Angiò, e come ci ricorda la Chronologia Johannes de Beke, era sorella del futuro re di Francia (1328) Filippo VI.

## Biografia
Suo zio, il duca di Gheldria e Conte di Zutphen, Edoardo morì il 24 agosto 1371, combattendo al fianco di suo padre, Guglielmo II, contro Venceslao I di Lussemburgo, che aveva attaccato il ducato di Jülich, ma fu sonoramente sconfitto a Baesweiler, dove perse parte del suo esercito e parecchi nobili persero la vita e Venceslao stesso fu fatto prigioniero. Allora, l'altro zio, Rinaldo III, che era stato imprigionato da Edoardo, fu liberato e fu riconosciuto nuovamente duca di Gheldria.
Rinaldo III resse il ducato per poco più di tre mesi, morì il 4 dicembre di quello stesso anno. Siccome, né Rinaldo, né Edoardo avevano lasciato eredi, il ducato andò alle sorellastre; siccome la primogenite, Margherita, era morta a Rinaldo succedette la secondogenita, Matilde, zia di Guglielmo, che fu contestata dalla sorella, sua madre, Maria; la contestazione portò alla Prima guerra di successione gheldriana; infatti i suoi genitori, Guglielmo e Maria, con l'appoggio di una parte della popolazione, pretendevano il ducato a nome di Guglielmo, che allora aveva circa 7 anni; le due fazioni, degli Hekers, che sosteneva sua zia, Matilde, e dei Bronchoerit, che sosteneva sua madre, Maria, si scontrarono in armi e la guerra durò circa otto anni, e sua madre, con l'appoggio del Re di Boemia ed Imperatore del Sacro Romano Impero Carlo IV, ebbe la meglio, e, nel 1379, dopo un'ultima sconfitta, sua zia, Matilde ed il marito, Giovanni II di Blois-Châtillon, Conte di Blois di Dunois e di Soissons e Signore d'Avesnes, rinunciano definitivamente al ducato di Gheldria.

Sua madre, Maria, divenuta duchessa di Gheldria, nel 1380, cedette il ducato a Guglielmo, ormai maggiorenne, che era già stato riconosciuto duca dall'Imperatori del Sacro Romano Impero, Carlo IV di Lussemburgo.
Guglielmo prese parte alle crociate nella Prussia orientale nel 1383, 1388-1389 e 1393 (i cosiddetti viaggi prussiani) e, con suo padre, combatté con successo il ducato di Brabante: nel 1386, Guglielmo, alleato degli inglesi nella guerra dei cent'anni attaccò il ducato del Brabante, governato da Giovanna di Brabante, che, non potendo contare sull'appoggio del figlio dell'imperatore, Carlo IV, l'imbelle Venceslao, chiese aiuto a Filippo l'Ardito (suo nipote acquisito in quanto marito di Margherita III delle Fiandre, figlia di sua sorella). Ben contento di estendere la propria influenza sui Paesi Bassi, Filippo convinse il re di Francia ad organizzare una spedizione contro Guglielmo, e un'armata di 100 000 uomini marciò sulla Gheldria: allo scopo di risparmiare il Brabante Filippo fece compiere alle truppe una lunga e faticosa deviazione per le Ardenne, i ducati di Kleve e Jülich. Guglielmo evitò per poco il disastro facendo atto di sottomissione al re di Francia.
Nel 1393, alla morte di suo padre, Guglielmo II, morì e Guglielmo gli succedette, nel Ducato di Jülich, come Guglielmo III.
Nel 1397, Guglielmo combatté a fianco di suo cugino Duca Guglielmo II di Berg nella battaglia di Kleverhamm, nel Ducato di Kleve, dove fu sconfitto e catturato e rilasciato solo dopo la promessa di un riscatto, che non riuscì a pagare, per cui dovette cedere la città di Emmerich.
Guglielmo morì nel 1403, senza eredi legittimi, per cui gli succedette il fratello minore, Rinaldo, come ci viene confermato dalla Chronique normande de Pierre Cochon.

## Matrimonio e discendenza
Secondo sia la Oude Kronik van Brabant, non consultata, che il Kroniek van Johannes de Beke, Guglielmo aveva sposato Caterina di Baviera che, ancora secondo il Kroniek van Johannes de Beke era figlia del Baviera, conte d'Olanda e Zelanda e conte d'Hainaut, Alberto I e della prima moglie, Margherita di Brieg, che, secondo lo Scriptores rerum silesiacarum: oder, Sammlung schlesischer ..., Volume 1 era figlia del duca di Breslavia, Liegnitz and Brieg, Ludovico I il Giusto e di sua moglie Agnese di Sagan. Caterina morì nel novembre 1404, e pochi giorni prima di morire, il 3 novembre fece testamento, lasciando suo erede il marito, Guglielmo, duca di Gheldria e di Jülich e conte di Zutphen (Wilhelmo Gelriæ ac Juliacensi Duci, Zutphaniæque comiti), facendoci conoscere la località in cui sta morendo, nel castello di Hattem (in castro oppidi de Hattem) e indicando il luogo di sepoltura, il monastero di Monnikenhuizen (in claustro Monichusen), nei pressi di Arnhem (apud Arnhem).
Guglielmo da Caterina non ebbe figli e non si conosce alcuna discendenza.

## Ascendenza
|                                      |                                |                                       | Genitori                                   |  |  | Nonni |  |  | Bisnonni                    |  |  | Trisnonni                     |  |
|                                      |                                |                                       |                                            |  |  |       |  |  | Gerardo VI, conte di Jülich |  |  | Guglielmo IV, conte di Jülich |  |
|                                      |                                |                                       |                                            |  |  |       |  |  | Gerardo VI, conte di Jülich |  |  | Guglielmo IV, conte di Jülich |  |
|                                      |                                | Riccarda di Gheldria                  |                                            |  |  |       |  |  | Gerardo VI, conte di Jülich |  |  |                               |  |
| Guglielmo I, duca di Jülich          |                                |                                       |                                            |  |  |       |  |  | Gerardo VI, conte di Jülich |  |  |                               |  |
|                                      |                                | Elisabetta di Brabante                | Goffredo di Brabante, signore d'Aerschot   |  |  |       |  |  |                             |  |  |                               |  |
|                                      |                                | Elisabetta di Brabante                | Goffredo di Brabante, signore d'Aerschot   |  |  |       |  |  |                             |  |  |                               |  |
|                                      |                                | Elisabetta di Brabante                | Giovanna, signora di Vierzon e Maizières   |  |  |       |  |  |                             |  |  |                               |  |
| Guglielmo II, duca di Jülich         |                                | Elisabetta di Brabante                |                                            |  |  |       |  |  |                             |  |  |                               |  |
|                                      |                                | Guglielmo I, conte di Hainaut         | Giovanni I, conte di Hainaut               |  |  |       |  |  |                             |  |  |                               |  |
|                                      |                                | Guglielmo I, conte di Hainaut         | Giovanni I, conte di Hainaut               |  |  |       |  |  |                             |  |  |                               |  |
|                                      |                                | Guglielmo I, conte di Hainaut         | Filippa di Lussemburgo                     |  |  |       |  |  |                             |  |  |                               |  |
| Giovanna di Hainaut                  |                                | Guglielmo I, conte di Hainaut         |                                            |  |  |       |  |  |                             |  |  |                               |  |
|                                      |                                | Giovanna di Valois                    | Carlo, conte di Valois                     |  |  |       |  |  |                             |  |  |                               |  |
|                                      |                                | Giovanna di Valois                    | Carlo, conte di Valois                     |  |  |       |  |  |                             |  |  |                               |  |
|                                      |                                | Giovanna di Valois                    | Margherita, contessa d'Angiò               |  |  |       |  |  |                             |  |  |                               |  |
| Guglielmo, duca di Jülich e Gheldria |                                | Giovanna di Valois                    |                                            |  |  |       |  |  |                             |  |  |                               |  |
|                                      | Reginaldo I, conte di Gheldria | Ottone II, conte di Gheldria          |                                            |  |  |       |  |  |                             |  |  |                               |  |
|                                      | Reginaldo I, conte di Gheldria | Ottone II, conte di Gheldria          |                                            |  |  |       |  |  |                             |  |  |                               |  |
|                                      | Reginaldo I, conte di Gheldria | Filippa di Dammartin                  |                                            |  |  |       |  |  |                             |  |  |                               |  |
| Rinaldo II, duca di Gheldria         | Reginaldo I, conte di Gheldria |                                       |                                            |  |  |       |  |  |                             |  |  |                               |  |
|                                      |                                | Margherita di Fiandra                 | Guido di Dampierre, conte di Fiandra       |  |  |       |  |  |                             |  |  |                               |  |
|                                      |                                | Margherita di Fiandra                 | Guido di Dampierre, conte di Fiandra       |  |  |       |  |  |                             |  |  |                               |  |
|                                      |                                | Margherita di Fiandra                 | Isabella di Lussemburgo, marchesa di Namur |  |  |       |  |  |                             |  |  |                               |  |
| Maria, duchessa di Gheldria          |                                | Margherita di Fiandra                 |                                            |  |  |       |  |  |                             |  |  |                               |  |
|                                      |                                | Fiorenzo Berthout, signore di Malines | Gualtiero VI Berthout, signore di Malines  |  |  |       |  |  |                             |  |  |                               |  |
|                                      |                                | Fiorenzo Berthout, signore di Malines | Gualtiero VI Berthout, signore di Malines  |  |  |       |  |  |                             |  |  |                               |  |
|                                      |                                | Fiorenzo Berthout, signore di Malines | Maria d'Alvernia                           |  |  |       |  |  |                             |  |  |                               |  |
| Sofia Berthout, signora di Malines   |                                | Fiorenzo Berthout, signore di Malines |                                            |  |  |       |  |  |                             |  |  |                               |  |
|                                      |                                | Matilde di Mark                       | Engelberto I, conte di Mark                |  |  |       |  |  |                             |  |  |                               |  |
|                                      |                                | Matilde di Mark                       | Engelberto I, conte di Mark                |  |  |       |  |  |                             |  |  |                               |  |
|                                      |                                | Matilde di Mark                       | Elisabetta di Valkenburg                   |  |  |       |  |  |                             |  |  |                               |  |
|                                      |                                | Matilde di Mark                       |                                            |  |  |       |  |  |                             |  |  |                               |  |

### Fonti primarie
- (LA)  Diplomatum Belgicorum nova collectio, Volume 4.
- (LA)  Chronologia Johannes de Bek.
- (LA)  %2BZ169785307 Rerum Belgicarum Annales Chronici Et Historici.
- (NL)  Kronijk van Arent toe Bocop.
- (LA)  (FR)  Niederrheins Urkundenbuch, Band III.
- (LA)  Monumenta Germaniae Historica, Scriptores nova series, tomus VI.
- (LA)  Scriptores rerum silesiacarum: oder, Sammlung schlesischer ..., Volume 1

### Letteratura storiografica
- Henry Pirenne, "I Paesi Bassi", cap. XII, vol. VII (L'autunno del Medioevo e la nascita del mondo moderno) della Storia del Mondo Medievale, 1999, pp. 411–444.
- (FR)  Trophées tant sacrés que profanes du duché de Brabant.
- AAVV, Histoire générale du IVe siècle à nos jours. Formation des grands états. 1270-1492, Parigi, A. Colin & Cie, 1893-1901. URL consultato il 26 settembre 2011.
- (FR)  Chronique normande de Pierre Cochon.
- (FR)  Histoire de la maison de Chastillon-sur-Marne.